# Sigmar Gabriel
Sigmar Gabriel (født 12. september 1959 i Goslar) er en tysk politiker fra det socialdemokratiske parti SPD, der var landets vicekansler under regeringen Angela Merkel III fra 2013 til 2018.
Han studerede germanistik, politologi og sociologi på Georg-August-Universität Göttingen. Fra 1990 til 2005 var han medlem af landdagen i delstaten Niedersachsen. I 1999 blev han statens ministerpræsident, men tabte landdagsvalget i 2003 mod det konservative parti CDU under Christian Wulff. 
Fra 2005 til 2009 var han Tysklands minister for miljø, naturbeskyttelse og reaktorsikkerhed under regeringen Angela Merkel I. Efter forbundsdagsvalget 2009 efterfulgte han Franz Müntefering som partiformand. Fra december 2013 var vicekansler og minister under regeringen Angela Merkel III, indtil januar 2017 som minister for økonomi og energi, siden da som udenrigsminister. I marts 2017 blev han efterfulgt som partiformand af Martin Schulz, som var partiets spidskandidat i Forbundsdagsvalget 2017. Siden regeringen Angela Merkel IV blev oprettet i marts 2018 er han ikke længre regeringsmedlem.